# React to That
React to That (stilizzato come ReactToThat) è una serie tv americana sviluppata da Nick Cannon e Benny and Rafi Fine, trasmessa su Nickelodeon.
Lo show è basato sulla serie di video React dei Fratelli Fine, YouTubers che realizzano video mostrando altri video e trattando vari argomenti (reazioni di bambini, giovani o anziani davanti a tecnologia, cibo, ecc.) Nickelodeon ha ordinato 13 episodi, ma ne sono stati realizzati solamente 12. La serie è iniziata il 15 dicembre 2014 ed è stata trasmessa ogni sera alle 18. La prima stagione si è conclusa il 1º gennaio 2015.

## Segmenti
- Finish the Story - Uno dei conduttori prevede cosa accadrà nel prossimo video virale.
- Challenge - I conduttori affrontano una particolare sfida legata ad un video.
- Don't Smile Challenge - Essendo una "Try Not To Laugh Challenge" ("Sfida prova a non ridere") i conduttori devono provare a non ridere. Se sorridono o ridono, sono eliminati.
- Which is...? - I conduttori votano quale tra due video è il migliore.
- Real Or Fake - I conduttori indovinano se determinati video virali sono veri o falsi.
- Remix - Simile al secondo segmento, i conduttori provano a riproporre video comprendendoli, e in particolare cercando di determinarne i trucchi.
- What Was Your Favorite? - I conduttori scelgono il loro video preferito tra i vari video virali visti durante l'episodio.

## Episodi
| Codice dell'episodio | Titolo dell'episodio                         | Data di trasmissione | Video virali visti |
| -------------------- | -------------------------------------------- | -------------------- | --- |
| S1E1                 | Fart Attack and World's Largest Slingshot    | 15 dicembre 2014     | - World's Largest Slingshot - Fart Attack - Paper Airline Distance Record - Dog Siren - Becks Snores Like A Duck - Pumped Up Kicks/Dubstep - 3 Year Old Must Argue - Never Ending Sneezing Bear - Do You Like Waffles? - Sheep Walking On Two Legs - Kitten Vs. Tail - 10 Hits In 10 Seconds - Mr. G And Jellybean |
| S1E2                 | Can't Stop the Headbang and Baby Monkey      | 16 dicembre 2014     | - Zach King Vines - Can't Stop The Headbang - Fastest Clementine Peel - Domino Fail - Bike Blooper - Slo-Mo Water Baloon - Tiny Hamsters Eating Tiny Burritos - You Forgot The Blueberries - Baby Monkey On A Pig - Cookies Kid - Gorilla Vs. Goose - Dog Steals Cabbage - Kido's First Shell Game |
| S1E3                 | Skydive Out Front Door and Guitar Impossible | 17 dicembre 2014     | - Skydiving Out My Front Door - Frog Jumps In Girl's Mouth - Most Baseballs In One Hand Held Upside Down - Longest Football Spin - Most Ping Pong Hits On The Spine Of The Paddle - Twins Dancing To Daddy's Guitar - Sleepy Spaghetti Twins - Guitar Impossible - HowToBasic Videos - Weird Laughing Workout - The World's Larges Pile Of Fingernail Clippings - Baby LED Costume - Daring Doggy Dentist - Self Siphoning Beads |
| S1E4                 | Geese Tsunami and Bubble Wrap Bike           | 18 dicembre 2014     | - Hair Music - My Beatboxing Niece - Patience Test - Cornhole Prodigy - Anamorphic Illusions - Kitten Falls Asleep - Baby Falls Asleep - Halloween Dog Parade - Badgers, Badgers, Badgers - Dog Response To Human Barking - Geese Tsunami - Bubble Wrap Bike - One Man, 155 Shirts |
| S1E5                 | Insane Domino Tricks and Hamster on a Piano  | 19 dicembre 2014     | - Baaaa - Frisbee Trick Shots - Amazing B-Ball Juggling Tricks - Biggest Chicken Egg - World Record Toilet Paper Un-Roller - Hamster On A Piano - Mishka The Talking Husky - I Don't Even Know - Rubber Band Vs. Watermellon - Duck Attack - Baby Laughing At Ripping Paper - Escaping Baby Pandas - Insane Domino Tricks |
| S1E6                 | Magic Beard and Speed Boat Frisbee Catch     | 22 dicembre 2014     | - Human Bowling - Noah's Photo Day For 12 Years - Egg Face Balance - Dog Sees Dad After 6 Months - Dog Licks Baby - Guitar Basketball - Magic Beard - I Feel Dizzy - Mama Bear Rescues Cub - Speed Boat Frisbee Challenge - Matty The Sloth - Fingers In Mouth - The Bucket Prank |
| S1E7                 | Sleeping While Skiing and Cat vs. Friend     | 23 dicembre 2014     | - Wheelchair Freestyle - Bowling Trick Shots - Dog Sees Newborn - Mass Of Daddy Long-legs - Bee Swarm Car - Cat Friend Vs. Dog Friend - Ivan On Winter Walk - Chicken Fiddler - Bode Sleeping While Skiing - T-Rex Illusion - Bizzle Has A Snack - Crazy Eyes - Ping Pong Ball Tricks |
| S1E8                 | Gross Baby Sneeze and Two Guys 600 Pillows   | 24 dicembre 2014     | - Thomas Sanders Vines - Original Bike Tricks - BMX Tricks - Smart 4 Year Old - Sprinkles Kid - Surprise Haircut - Magic For Dogs - Cooper Love Ice Cream - Cat Vs. Balloon - Owl In My House - Man Does 30 Animal Sounds - 2 Guys 600 Pillows |
| S1E9                 | Santa Parkour and Praying Mantis Attacks     | 26 dicembre 2014     | - Parkour Santa - Praying Mantis Attacks! - How To Eat An Apple Like A Boss - Dog Slams Door Shut - Dog Pushes Buggy - Hyperactive - It's Too Heavy - Dog Pees Weird - Ultimate Handshake - Air Horn Prank - Murmuration Of Bird - April Fools Shadow - Most Snorts In 10 Seconds |
| S1E10                | Pizza Slap and Nugget in a Biscuit           | 29 dicembre 2014     | - How Animals Eat Their Food - Baltimore Landslide - Pizza Slap Record - Tiger Cubs - Lion Tries To Eat Baby - Spider Hiding Himself - Most Insane Rope Swing - Pretty Girl Makes Faces - Old Man Crying Like A Baby - Nugget In A Biscuit - Shampoo Prank - World's Fastest Clapper |
| S1E11                | T-Shirt War and Girl Burps the Alphabet      | 30 dicembre 2014     | - Crazy Leg Talent - Cows & Cows & Cows - Raining Food - Otters Holding Hands - Meerkat Tickle - I Love Cats - T-Shirt War - Mommy's Nose Is Scary - Dog Escapes Kitchen - Girl Burping - Highway Prank - Titus Trick Shots |
| S1E12                | Snail Attack and Hallway Swimming            | 1 gennaio 2015       | - High Five For First Kiss - Fenton - 4 Girl Chair Trick - Fastest Pizza Cutter - Hallway Swimming - Talking Twin Babies - The Shamwoohoo - Never Again Grace - Potion Overdose - Maker Vs. Marker - Amazing Rat Tricks - Lucky Money Catch |